# 364 (số)
364 (ba trăm sáu mươi tư) là một số tự nhiên ngay sau 363 và ngay trước 365.